# Ловля (река)
Ловля — река в России, протекает по Прилузскому району Республики Коми. Устье реки находится в 13 км по правому берегу реки Сокся. Длина реки составляет 67 км.
Исток реки в лесном массиве на Северных Увалах юго-западнее холма Кольвож (249 НУМ). Исток находится в 26 км к северо-востоку от села Летка и стоит на глобальном водоразделе Северной Двины и Волги, рядом берёт начало река Большой Октан. Русло Ловли сильно извилистое, река многократно меняет направление течения, генеральное направление — северо-запад. В низовьях образует старицы. Большая часть течения проходит по ненаселённому холмистому лесному массиву, в среднем течении протекает деревню Ловля. Впадает в Соксю в 8 км к юго-востоку от посёлка Велдорья. Ширина реки перед устьем — 13 метров, скорость течения 0,3 м/с.

## Притоки
- река Ягель (лв)
- 6 км: река Ась (лв)
- река Вожель (пр)
- 19 км: река Вожрель (пр)
- река Чес (лв)
- 30 км: река Кривуша (пр)
- река Байдога (пр)
- река Нер (лв)
- река Лек (лв)
- река Вонеч (лв)
- река Изъяшор (пр)

## Данные водного реестра
По данным государственного водного реестра России и геоинформационной системы водохозяйственного районирования территории РФ, подготовленной Федеральным агентством водных ресурсов:
- Бассейновый округ — Двинско-Печорский
- Речной бассейн — Северная Двина
- Речной подбассейн — Малая Северная Двина
- Водохозяйственный участок — Юг
- Код водного объекта — 03020100212103000012006